# Плетёный человек (фильм, 1973)
«Плетёный человек» (англ. The Wicker Man) — культовый британский фолк-хоррор 1973 года снятый Робином Харди, главные роли в котором исполнили Эдвард Вудвард, Кристофер Ли, Дайан Силенто и Бритт Экланд. Сценарий был написан Энтони Шаффером по мотивам романа Дэвида Пиннера «Ритуал» (1967), композитором выступил Пол Джованни.
В центре сюжета — поездка полицейского, сержанта Нила Хоуи, на изолированный шотландский остров Са́ммерайл в поисках пропавшей девушки. Хоуи, набожный христианин, с ужасом обнаруживает, что жители острова отказались от христианства и теперь исповедуют кельтское язычество.
Фильм «Плетёный человек» получил высокую оценку критиков. Киножурнал Cinefantastique назвал его «„Гражданином Кейном“ фильмов ужасов», а в 2004 году журнал Total Film назвал «Плетёного человека» шестым величайшим британским фильмом всех времён. Фильм также получил премию «Сатурн» 1978 года как лучший фильм ужасов. Финальная сцена фильма заняла 45-е место в списке «100 самых страшных моментов в кино» по версии журнала Bravo, а во время церемонии открытия летних Олимпийских игр 2012 года она была включена в серию сцен, посвященную британскому кино. Фильм ввёл плетёного человека в современную популярную культуру.
В 1989 году Шаффер написал сценарий для «Отвратительного червя из Лэмбтона», прямого сиквела с элементами фэнтези. Харди не проявил интереса к проекту, и он остался незавершенным. В 2006 году вышел плохо принятый как критиками, так и зрителями американский ремейк с Николасом Кейджем в главной роли, от которого Харди и другие причастные к оригиналу лица открестились. В 2011 году вышел духовный сиквел, написанный и снятый Харди, «Плетёное дерево»; в нём Ли снялся в эпизодической роли. В 2013 году оригинальная американская театральная версия «Плетёного человека» была отреставрирована и выпущена в цифровом формате.

## Сюжет
На небольшой уединённый остров Са́ммерайл (Summerisle, можно перевести как «Летний Oстров»), расположенный у западного побережья Шотландии, на маленьком полицейском гидроплане в одиночку прилетает инспектор Нил Хоуи, чтобы расследовать исчезновение местной девочки-подростка Роуэн Моррисон. На острове он сталкивается с холодной враждебностью местных жителей, часть из которых утверждает, что такой девочки на острове никогда не было, а некоторые намекают на то, что её уже нет в живых. В частности, предполагаемая мать девочки утверждает, что такой дочери у неё никогда не было. Ученицы и учительница в школе также заверяют сержанта Хоуи, что Роуэн Моррисон не существует, но взяв классный журнал, он обнаруживает там её имя.
Кроме того, сержант выясняет, что жители острова во главе со своим лидером, лордом Саммерайлом, местным мировым судьёй, практикуют ритуалы древнего кельтского язычества. Вечером сержант наблюдает на городской площади шокировавшее его зрелище массового совокупления. В школе сержант видит детей, поющих непристойные песни с сексуальным подтекстом. Будучи глубоко набожным христианином, Хоуи возмущается и намеревается положить этому конец. Он встречается с лордом Саммерайлом, взывает к его благочестию, но остаётся неуслышанным.
Не в силах обнаружить девушку, Хоуи решает покинуть остров, чтобы позднее вызвать сюда усиленный наряд полиции, однако его самолёт оказывается сломан. Тем временем приближается языческий праздник, во время которого должна быть принесена жертва. Хоуи подозревает, что жертвой станет та самая девочка, которую пока где-то прячут. Надев маску, он сам инкогнито участвует в празднике и в конце праздничной процессии действительно обнаруживает Роуэн Моррисон, но в этот момент жители острова хватают его, и он с ужасом осознаёт, что вся история с пропавшей девушкой была лишь ловушкой: в жертву на языческом празднике хотят принести не девушку, а его самого, христианина. Его увещевания ни к чему не приводят, и под песнопения жителей сержанта Хоуи торжественно сжигают в огромном плетёном чучеле человека.

## В ролях
- Эдвард Вудвард — Сержант Нил Хоуи
- Кристофер Ли — Лорд Саммерайл
- Дайан Силенто — Мисс Роуз
- Бритт Экланд — Уиллоу Макгрегор
  - Энни Росс[англ.] — Уиллоу Макгрегор (голос)
  - Рэйчел Верни — Уиллоу Макгрегор (голос исполняющий песню)
- Ингрид Питт — Библиотекарь
- Линдси Кемп — Алдер Макгрегор
- Лесли Маки[англ.] — Дейзи
- Йен Кэмпбелл — Дуб
- Расселл Уотерс[англ.] — капитан порта
- Обри Моррис — старый садовник/могильщик
- Ирен Сантерс[англ.] — Мэй Моррисон
- Дженнифер Мартин — Миртл Моррисон
- Дональд Экклс[англ.] — Т.Х. Леннокс
- Уолтер Карр[англ.] — школьный учитель
- Рой Бойд[англ.] — Брум
- Питер Брюис[англ.] — музыкант
- Джеральдин Каупер[англ.] — Роуэн Моррисон
- Джон Янг[англ.] — торговец рыбой
- Барбара Рафферти[англ.] — женщина с ребёнком
- Джон Шарп[англ.] — доктор Юэн (расширенная версия фильма)
- Джон Хэллам[англ.] — констебль полиции Мактаггарт (расширенная версия фильма)
- Тони Роупер[англ.] — почтальон (расширенная версия фильма)

## Производство

### Сценарий
В начале 1970-х годов Кристофер Ли был постоянным актёром Hammer Horror, наиболее известным по ролям в серии успешных фильмов, начиная с «Проклятия Франкенштейна» (в роли монстра, 1957). Ли хотел вырваться из этого образа и взять на себя более интересные актёрские работы. Идея фильма «Плетёный человек» возникла в 1971 году, когда Ли встретился со сценаристом Энтони Шаффером, и они договорились о совместной работе. К проекту были привлечены режиссёр Робин Харди и глава британской компании British Lion Films Питер Снелл. Шаффер провёл ряд бесед с Харди, и оба решили, что снимать фильм ужасов, в центре которого будет «старая религия», будет весело, что резко контрастирует с фильмами Hammer, которые они оба смотрели будучи фанатами фильмов ужасов.
Шаффер прочитал роман Дэвида Пиннера «Ритуал» (1967), в котором набожный христианский полицейский вызван для расследования, как оказалось, ритуального убийства молодой девушки в сельской деревне, и решил, что этот роман послужит исходным материалом для проекта. Изначально Пиннер писал «Ритуал» как сценарий фильма для режиссёра Майкла Уиннера, который рассматривал Джона Хёрта в качестве возможной звезды. В итоге Уиннер отказался от проекта, и агент Пиннера убедил его переписать «Ритуал» в роман. Шаффер и Ли заплатили Пиннеру 15 000 фунтов (эквивалент 226 000 фунтов в 2021 году) за права на роман, и Шаффер принялся за работу над сценарием. Вскоре он решил, что прямая адаптация не сработает, и написал новую историю, лишь в малой степени основанную на сюжете книги.
Шаффер хотел, чтобы фильм был «немного более грамотным», чем обычная картина ужасов. Он хотел, чтобы в фильме было минимум насилия и крови. Он устал от фильмов ужасов, которые для того, чтобы выглядеть страшными практически полностью полагались на наличие крови. Основной акцент в фильме был сделан на «абстрактной концепции жертвоприношения». Образ плетёного человека, давший название фильму, был взят из описания практики человеческих жертвоприношений у галлов в «Записках о галльской войне» Юлия Цезаря: «Некоторые племена употребляют для этой цели огромные чучела, сделанные из прутьев, члены которых они наполняют живыми людьми; они поджигают их снизу, и люди сгорают в пламени». Для Шаффера это был «самый тревожный и внушительный образ, который я когда-либо видел». Идея противостояния между современным христианином и отдалённой языческой общиной продолжала интриговать Шаффера, который провел кропотливое исследование язычества. Вместе с Харди они задумали фильм, в котором языческие элементы должны быть представлены объективно и точно, сопровождаться аутентичной музыкой и правдоподобной современной обстановкой. Одним из главных источников информации для них стала «Золотая ветвь», исследование мифологии и религии, написанное шотландским антропологом Джеймсом Джорджем Фрэзером.

### Кастинг
Телевизионный актёр Эдвард Вудворд был выбран на роль сержанта Нила Хоуи после того, как от роли отказались Майкл Йорк и Дэвид Хеммингс. В Великобритании Вудворд был наиболее известен по главной роли в сериале «Каллан», которую он исполнял с 1967 по 1972 год. После «Плетёного человека» Вудворд получил международную известность благодаря ролям в фильме 1980 года «Объездчик Морант» и телесериале 1980-х годов «Уравнитель».
Дайан Силенто Шаффер увидел на сцене в Лондоне, в пьесе «Большая ночь», после чего предложил ей роль в фильме. После с 1975 года они жили вместе в Квинсленде, а в 1985 году поженились. Ингрид Питт, ещё один ветеран британских фильмов ужасов, была приглашена на роль городского библиотекаря. Шведская актриса Бритт Экланд сыграла роль развратной дочери трактирщика, хотя для её сцен с обнажением ниже пояса были использованы два дублера. О том, что она на третьем месяце беременности сыном Ником от Лу Адлера, Экланд узнала через две недели после начала съёмок. Стюарт Хоппс (хореограф фильма) пригласил Лоррейн Питерс, танцовщицу из ночного клуба в Глазго, в качестве дублёрши Экланд для полностью обнажённых сцен, она исполняла танец у двери и у стены в спальне. Все реплики Экланд были дублированны Энни Росс, а песню, которую актриса поёт во время эротического танца в спальце переозвучила Рэйчел Верни.
Местная девушка Джейн Джексон была нанята в качестве дублера Экланд для настройки камеры. Джексон была светловолосой и имела сходство с Экланд, но в остальном не принимала участия в съёмках.

### Съёмки
Фильм был снят в кризисное для британской киноиндустрии время. Студия British Lion Films отвечавшая за производство, испытывала финансовые трудности и была куплена бизнесменом Джоном Бентли. Чтобы убедить профсоюзы в том, что он не собирается разбазаривать активы компании, Бентли нужно было быстро запустить фильм в производство. Это означало, что, хотя действие «Плетёного человека» происходит весной, фактически съёмки начались в октябре 1972 года; во многих сценах пришлось приклеивать на деревья искусственные листья и цветы. Кристофер Ли был очень заинтересован в том, чтобы фильм был снят; он и другие работали над ним без оплаты. Пока шли съёмки, компания British Lion была куплена EMI Films.
Съёмки фильма почти полностью проходили в небольших шотландских городах Странрар, Гейтхаус оф Флит, Ньютон Стюарт, Керкубри, Анвт и Критаун в Галлоуэй, а также в Плоктон в Росс-Шире. Некоторые сцены снимались на острове Уиторн и в его окрестностях, где в различных сценах появлялись владельцы замка Элизабет Макадам Маклафланд и Дэвид Уитли, а также несколько других местных жителей. Для съёмок также использовались замок Калейн в Айршире и его территории и замок Флорс в Роксбуршир. В некоторых начальных летных кадрах показан остров Скай, в том числе вершины Сторр и Квираинг. Внутренние сцены в пещерах снимались в Вуки Хол Кейвс в Сомерсете. Усадьба Хаш Хит в Стейплхерсте, Кент, ненадолго появляется в фильме в качестве фруктового сада и огорода лорда Саммерайла. Кульминация фильма была снята в пещере Святого Ниниана и на вершинах скал в Берроу Хед в Вигтауншире.
Самолет-амфибия, перевозящий сержанта Хоуи, был Thurston Teal, принадлежащий Кристоферу Мерфи, он же управлял самолетом в тех эпизодах, где самолёт летал.
По словам Бритт Экланд, некоторые животные погибли в плетёном человеке, в то время как Робин Харди сказал в интервью, что во время этой сцены были предприняты все меры, чтобы животные не пострадали, и что их не было внутри плетеного человека, когда его поджигали.